# Léon Schumacher
Léon Schumacher (Wormeldange, 5 luglio 1918 – Esch-sur-Alzette, 29 dicembre 1985) è stato un calciatore lussemburghese, di ruolo centrocampista.

## Carriera

### Club
Ha sempre giocato nel campionato lussemburghese.

### Nazionale
Ha rappresentato la Nazionale del suo paese alle Olimpiadi del 1948.